# Djamil Aliyev
Pour les articles homonymes, voir Aliyev.
Djamil Aziz Oghlu Aliyev (en azéri : Cəmil Əziz oğlu Əliyev), né le 30 mars 1946 à Bakou (Azerbaïdjan), est un docteur en médecine, professeur, académicien de l'Académie nationale des sciences d'Azerbaïdjan, scientifique émérite de la République d’Azerbaïdjan, directeur du centre national d'oncologie du ministère de la santé de la République d'Azerbaïdjan.
En 1973, il soutient sa thèse sur le « Diagnostic et le traitement du cancer de la membrane muqueuse de la peau de la lèvre inférieure et de la cavité buccale ». En 1978, il soutient une thèse de doctorat sur « La chirurgie plastique pour le mélanome et le cancer de la peau » au centre scientifique d'oncologie de l'union de l'Académie des sciences médicales de l'URSS à Moscou et reçoit le diplôme de docteur en médecine.
En 1980, Djamil Aliyev reçoit le prix d'académicien N. N. Petrov de l'Académie des sciences médicales de l'URSS pour la publication d'une monographie.
En 1987, il reçoit le titre de professeur d'oncologie par décision de la commission suprême d'attestation de l'URSS pour une activité efficace dans le domaine de la formation du personnel scientifique. Il dirige le département d'oncologie à l'institut d'État d'Azerbaïdjan pour l'amélioration des médecins depuis 1994. Depuis 1990, il est directeur général du centre national d'oncologie. Djamil Aliyev est l'auteur de plus de 600 articles scientifiques, 10 inventions, 18 monographies et manuels pour étudiants. En 2001, il est élu membre à part entière de l'Académie nationale des sciences d'Azerbaïdjan.

## Sociétés dont il est membre
- Membre titulaire de l'Académie nationale des sciences d'Azerbaïdjan
- Membre titulaire de la New York Academy of Sciences
- Membre titulaire de l'Académie russe des sciences naturelles
- Membre titulaire de l'Académie nationale géorgienne des sciences
- Membre étranger de l'Académie russe des sciences
- Membre titulaire de l'Académie européenne des sciences naturelles
- Membre à part entière de l'Académie internationale d'études turques du monde
- Membre à part entière de l'International Eco-Energy Academy

## Récompenses
- 1980 : Prix de l'académicien N. N. Petrov de l'Académie des sciences médicales de l'URSS
- 1996 : Prix Yusif-Mammadaliyev de la société des Lumières de la connaissance de l'Académie nationale des sciences d'Azerbaïdjan
- 2000 : Scientifique émérite d'Azerbaïdjan
- 2003 : Prix de l'académicien M. Topchubashov
- 2006 : Ordre de Chohrat[5]
- 2011 : Scientifique émérite de la République du Daghestan
- 2015 : Grande médaille d'or du service au monde turc
- 2016 : Ordre de Charaf[6]
- 2018 : Ambassadeur de la science et de la paix
- Ordre N. Pirogov de l'Académie européenne des sciences naturelles[Quand ?]
- Scientifique honoraire de l'Europe[Quand ?]
- Médaille V. Leibniz[Quand ?]
- Prix académicien Mirgasimov[7]